# NGC 1253
NGC 1253 este o interacțiune de galaxii situată în constelația Eridanul. A fost descoperită în 20 septembrie 1784 de către William Herschel. Se află la o distanță de 20,89 de megaparseci de Pământ.